# École centrale Paris

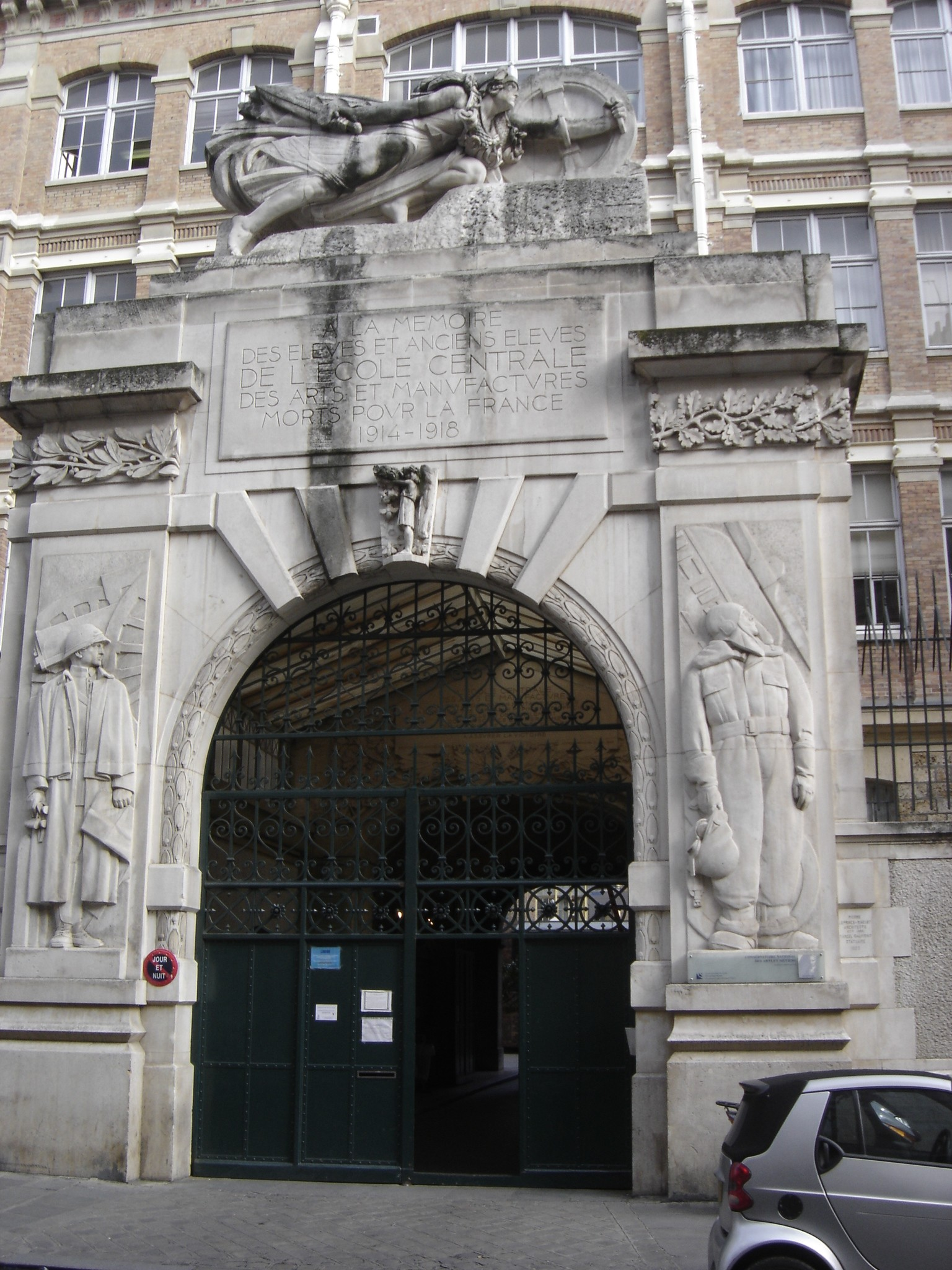
Była lokalizacja politechniki École centrale (ul. Montgolfier, 3. dzielnica Paryża)

École centrale Paris (ECP, Centrale, historycznie École Centrale des Arts et Manufactures, gwarowo piston – tłum. tłok) – jedna z francuskich politechnik zaliczanych do grupy tzw. Grande école, która znajdowała się w Paryżu. W styczniu 2015 roku École centrale Paris została połączona z inną politechniką, Supélec, tworząc CentraleSupélec.

## Najbardziej znani absolwenci
| Rok  | Osoba                    | Informacje |
| ---- | ------------------------ | --- |
| 1855 | Alexandre Gustave Eiffel | ur. 15 grudnia 1832, zm. 27 grudnia 1923, francuski inżynier, konstruktor mostów, wiaduktów i śluz, którego najbardziej znanym projektem jest Wieża Eiffla, |
| 1860 | Georges Leclanché        | ur. 1839, zm. 1882, francuski chemik, który w 1866 roku wynalazł węglowo-cynkowe ogniwo Leclanchégo, dzisiejsze tzw. baterie paluszki. |
| 1877 | André Michelin           | ur. 16 stycznia 1853, zm. 4 kwietnia 1931, francuski przemysłowiec i wynalazca, który wraz z bratem (Édouard Michelin (1859–1940), pradziadek innego Édouarda Michelina, patrz wyżej) wynalazł w 1891 oponę pneumatyczną z dętką, a później założył zakłady Michelin. |
| 1895 | Armand Peugeot           | ur. 26 marca 1849, zm. 2 stycznia 1915, dziadek Roberta Peugeota (patrz wyżej), francuski przemysłowiec, pionier przemysłu samochodowego oraz twórca firmy Peugeot, będącej obecnie częścią grupy PSA Peugeot Citroën.                                                |
| 1895 | Louis Blériot            | ur. 1 lipca 1872, zm. 2 sierpnia 1936, francuski producent lamp samochodowych, motocykli i samolotów, wynalazca i pionier lotnictwa. |
| 1906 | Pierre-Georges Latécoere | ur. 1883, zm. 1943, pionier aeronautyki. |
| 1907 | Marcel Schlumberger      | ur. 21 czerwca 1884, zm. 9 maja 1953, wraz z bratem (Conrad Schlumberger, ur. 2 października 1878, zm. 9 maja 1936, absolwent École polytechnique, 1900 r.), twórcy przedsiębiorstwa Schlumberger, mający również ogromny wkład ogólny do geofizyki otworowej.        |
| 1939 | Boris Vian               | ur. 10 marca 1920, zm. 23 czerwca 1959, francuski pisarz, poeta i tłumacz, muzyk, aktor i scenarzysta. |
| 1946 | Francis Bouygues         | 1922–1993, francuski biznesmen i producent filmowy. |
| 1964 | Henri Gouraud            | ur. 1944, francuski informatyk, twórca tzw. cieniowania Gourauda. |
| 1971 | Robert Peugeot           | ur. 25 kwietnia 1950, wnuk Armanda Peugeota (patrz niżej) i obecny prezes grupy PSA Peugeot Citroën. |
| 1984 | Bernard Liautaud         | współzałożyciel w 1990 r. (obok Denisa Payre'a) przedsiębiorstwa informatycznego Business Objects. |
| 1987 | Édouard Michelin         | ur. 13 sierpnia 1963, zm. 26 maja 2006, francuski biznesmen, wiceprezes grupy Michelin, prawnuk Édouarda Michelina (1859–1940), współzałożyciela firmy (pradziadek nie był absolwentem École centrale Paris; był nim jedynie jego brat, patrz niżej).                 |

### Absolwenci z Polski
- Edward Jełowicki (1803–1848)
- Julian Łubieński (1827–1873)
- Felix Szymanowski (1875–1943)

### Znani profesorowie
- Raymond Barre (1924–2007) – francuski polityk centroprawicowy i ekonomista, profesor ekonomii